# João Castelo
João Castelo Ribeiro Gonçalves (Caxias, 19 de outubro de 1937 - São Paulo, 11 de dezembro de 2016) foi um empresário e político brasileiro, filiado ao Partido da Social Democracia Brasileira (PSDB). Exerceu cinco mandatos de deputado federal, além de ter sido governador do Maranhão, senador pelo referido estado e prefeito de São Luís.

## Dados biográficos
Filho de Tales do Amarante Ribeiro Gonçalves e Maria Antonieta Cruz Ribeiro Gonçalves. Técnico em administração registrado no respectivo Conselho Federal, foi assistente de gabinete do prefeito Carlos Vasconcelos em São Luís até ser efetivado como funcionário do Banco da Amazônia em 1956, chegando a ocupar uma de suas diretorias antes de ingressar na política.
Desempenhou também as seguintes funções: conferente do tesouro estadual do Maranhão, membro de Grupo de Trabalho para Processamento de Dados e Normas Técnicas do Ministério do Interior e da Comissão Consultiva Bancária do Conselho Monetário Nacional. Durante seu mandato como governador integrou o conselho deliberativo da Superintendência do Desenvolvimento da Amazônia e da Superintendência do Desenvolvimento do Nordeste.
Recebeu o título de Doutor Honoris Causa da Universidade Federal do Maranhão e em 1984 formou-se em Direito pelo Centro de Ensino Unificado de Brasília.

## Trajetória política

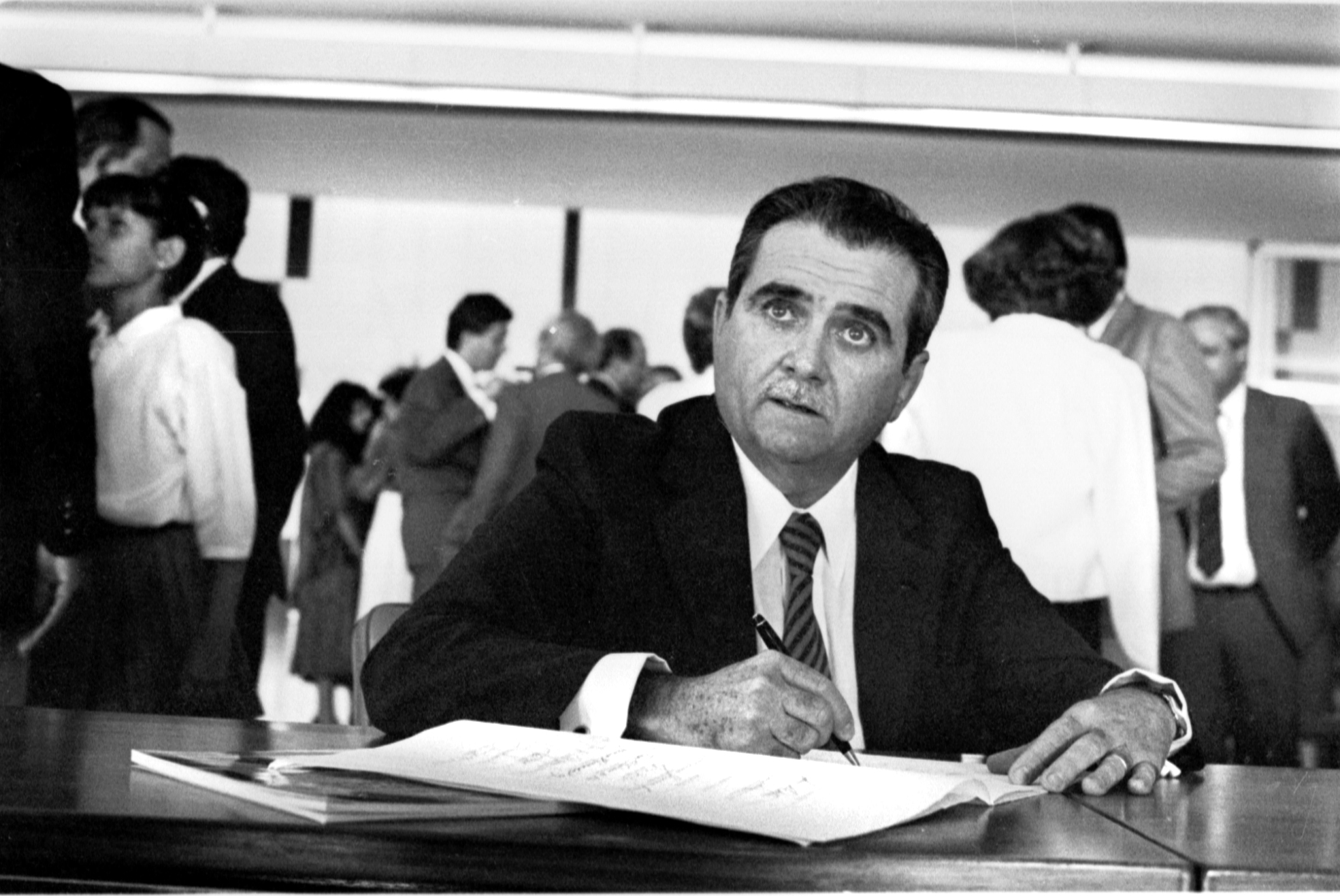
Assinando a Constituição do Brasil em 1988 como membro da Assembleia Nacional Constituinte. (Foto: Célio Azevedo/Agência Senado

Filiado à ARENA, elegeu-se deputado federal em 1970 e 1974 e graças ao sistema de eleições indiretas foi escolhido governador do Maranhão em 1978 pelo presidente Ernesto Geisel cuja opção evitou um confronto entre as facções arenistas de José Sarney e Nunes Freire. Como titular do Palácio dos Leões enfrentou greves e manifestações estudantis na capital do estado contra o aumento das passagens de ônibus num movimento que culminou com o anúncio da meia-passagem.
Com a extinção do bipartidarismo ingressou no PDS e por esta legenda foi eleito senador em 1982. Na sucessão do presidente João Figueiredo, votou em Paulo Maluf no Colégio Eleitoral em 1985 embora o vencedor tenha sido Tancredo Neves numa chapa onde José Sarney era vice-presidente e este assumiu o Planalto com a doença e morte do titular. Lançado à oposição, o PDS elegeu a esposa de Castelo, Gardênia Gonçalves, à prefeitura de São Luís no mesmo ano, embora o próprio  tenha perdido a eleição para governador em 1986 numa disputa com Epitácio Cafeteira. Em 1989 ingressou no PRN apoiou a candidatura vitoriosa de Fernando Collor à presidência da República e dele recebeu apoio para voltar ao governo do Maranhão em 1990, entretanto foi derrotado por Edison Lobão em segundo turno.
Filiado a partidos que antecederam o atual PP, foi derrotado ao disputar um mandato de senador em 1994 e a prefeitura de São Luís em 1996. Após migrar para o PSDB perdeu novas eleições à prefeitura da capital maranhense em 2000, 2004 e 2012 e para o Senado Federal em 2006. Por outro lado foi eleito deputado federal em 1998, 2002 e 2014 e prefeito da capital maranhense em 2008.
Em 17 de abril de 2016, votou a favor da abertura do impeachment da presidente Dilma Rousseff no plenário da Câmara dos Deputados. No mesmo ano, foi denunciado pelo Ministério Público por fraude na licitação da compra do VLT de São Luís.

## Morte
Morreu em 11 de dezembro de 2016, em São Paulo, devido à complicações de uma cirurgia no miocárdio, realizada cerca de um mês antes.